# Élections législatives de 2012 dans le Gard
Les élections législatives françaises de 2012 se déroulent les 10 et 17 juin. Dans le département du Gard, six députés sont à élire dans le cadre de six circonscriptions, soit une de plus que lors des législatures précédentes, en raison du redécoupage électoral.

## Élus
| Circonscription | Député sortant    | Parti      | Parti      | Groupe     | Député élu ou réélu | Parti | Parti | Groupe |
| --------------- | ----------------- | ---------- | ---------- | ---------- | ------------------- | ----- | ----- | ------ |
| 1re             | Yvan Lachaud      |            | NC         | NC         | Françoise Dumas     |       | PS    | SRC    |
| 2e              | Étienne Mourrut   |            | UMP        | UMP        | Gilbert Collard     |       | FN    | NI     |
| 3e              | Jean-Marc Roubaud |            | UMP        | UMP        | Patrice Prat        |       | PS    | SRC    |
| 4e              | Max Roustan       |            | UMP        | UMP        | Fabrice Verdier     |       | PS    | SRC    |
| 5e              | William Dumas     |            | PS         | SRC        | William Dumas       |       | PS    | SRC    |
| 6e              | Siège créé        | Siège créé | Siège créé | Siège créé | Christophe Cavard   |       | EÉLV  | ÉCOLO  |

## Impact du redécoupage territorial
Le département gagne une circonscription et obtient 6 sièges avec le redécoupage qui entraîne des modifications dans toutes les circonscriptions sortantes.
Dans le Gard, la création de la 6e circonscription est basée principalement sur les 1re et 2e circonscriptions, mais les trois autres sont également modifiées quelque peu. 
- La 3e perd le canton d'Uzès au profit de la 6e et le canton de Pont-Saint-Esprit au profit de la 4e.
- Cette dernière cède les cantons de Bessèges, Génolhac et de La Grand-Combe à la 5e, laquelle cède à son tour le canton de Sommières à la 2e.
- Enfin, cette dernière donne les cantons de Nîmes II et de Canton de Marguerittes à la 6e, et le canton de Beaucaire à la 1re, laquelle donne aussi Nîmes IV et V à la 6e.

## Résultats

### Résultats à l'échelle du département
| Parti          | Parti                                | Premier tour | Premier tour | Second tour | Second tour | Sièges |  |
| Parti          | Parti                                | Voix         | %            | Voix        | %           | Sièges |  |
| -------------- | ------------------------------------ | ------------ | ------------ | ----------- | ----------- | ------ |  |
|                | Parti socialiste                     | 83 663       | 26,92        | 126 378     | 40,79       | 4      |  |
|                | Europe Écologie Les Verts            | 18 476       | 5,94         | 19 444      | 6,28        | 1      |  |
|                | Divers gauche dont MRC               | 1 385        | 0,45         |             |             | 0      |  |
|                | Parti radical de gauche              | 521          | 0,17         | 0           |             |        |  |
|                | Majorité présidentielle              | 104 045      | 33,48        | 145 822     | 47,07       | 5      |  |
|                |                                      |              |              |             |             |        |  |
|                | Union pour un mouvement populaire    | 58 436       | 18,80        | 68 911      | 22,24       | 0      |  |
|                | Nouveau centre                       | 24 379       | 7,84         | 16 923      | 5,46        | 0      |  |
|                | Divers droite dont DLR et PCD        | 1 905        | 0,61         |             |             | 0      |  |
|                | Parti radical                        | 1 253        | 0,40         | 0           |             |        |  |
|                | Droite parlementaire                 | 85 973       | 27,66        | 85 834      | 27,70       | 0      |  |
|                |                                      |              |              |             |             |        |  |
|                | Front national                       | 78 418       | 25,23        | 78 169      | 25,23       | 1      |  |
|                | Front de gauche                      | 31 703       | 10,20        |             |             | 0      |  |
|                | Divers écologiste dont LT-LNÉ et AÉI | 4 344        | 1,40         | 0           |             |        |  |
|                | Mouvement démocrate                  | 2 103        | 0,68         | 0           |             |        |  |
|                | Extrême gauche dont LO, NPA et POI   | 2 092        | 0,67         | 0           |             |        |  |
|                | Extrême droite                       | 1 527        | 0,49         | 0           |             |        |  |
|                | Régionaliste                         | 314          | 0,10         | 0           |             |        |  |
|                | Divers                               | 281          | 0,09         | 0           |             |        |  |
|                |                                      |              |              |             |             |        |  |
| Inscrits       | Inscrits                             | 513 429      | 100,00       | 513 383     | 100,00      | 6      |  |
| Abstentions    | Abstentions                          | 198 439      | 38,65        | 194 741     | 37,93       |        |  |
| Votants        | Votants                              | 314 990      | 61,35        | 318 642     | 62,07       |        |  |
| Blancs et nuls | Blancs et nuls                       | 4 190        | 1,33         | 8 817       | 2,77        |        |  |
| Exprimés       | Exprimés                             | 310 800      | 98,67        | 309 825     | 97,23       |        |  |

### Résultats par circonscription

#### Première circonscription (Nîmes-Beaucaire)
| Candidat       | Candidat                 | Parti             | Premier tour | Premier tour | Second tour | Second tour |  |
| Candidat       | Candidat                 | Parti             | Voix         | %            | Voix        | %           |  |
| -------------- | ------------------------ | ----------------- | ------------ | ------------ | ----------- | ----------- |  |
|                | Françoise Dumas élu      | PS (EÉLV)         | 14 545       | 30,31        | 20 694      | 41,89       |  |
|                | Yvan Lachaud sortant     | NC (UMP)          | 13 920       | 29,01        | 16 923      | 34,26       |  |
|                | Julien Sanchez           | RBM (FN)          | 12 487       | 26,02        | 11 781      | 23,85       |  |
|                | Sylvette Fayet           | FG (PCF)          | 3 653        | 7,61         |             |             |  |
|                | Jacques Bourbousson      | PRV               | 1 253        | 2,61         |             |             |  |
|                | Dominique Grossetête     | Divers écologiste | 496          | 1,03         |             |             |  |
|                | Lysiane Coillet-Matillon | LT-LNÉ            | 379          | 0,79         |             |             |  |
|                | Jacques Armando          | DLR               | 282          | 0,59         |             |             |  |
|                | Fatima Rag El Hassi      | MRC               | 248          | 0,52         |             |             |  |
|                | Robert Ponge             | PDF               | 211          | 0,44         |             |             |  |
|                | Guy Dejean               | NPA (MOC)         | 133          | 0,28         |             |             |  |
|                | Isabelle Leclerc         | LO                | 119          | 0,25         |             |             |  |
|                | Anne Alirol              | PO                | 102          | 0,21         |             |             |  |
|                | Michel Albanese          | AÉI               | 90           | 0,19         |             |             |  |
|                | Catherine André          | AR                | 72           | 0,15         |             |             |  |
|                |                          |                   |              |              |             |             |  |
| Inscrits       | Inscrits                 | Inscrits          | 83 399       | 100,00       | 83 375      | 100,00      |  |
| Abstentions    | Abstentions              | Abstentions       | 34 881       | 41,82        | 33 319      | 39,96       |  |
| Votants        | Votants                  | Votants           | 48 518       | 58,18        | 50 056      | 60,04       |  |
| Blancs et nuls | Blancs et nuls           | Blancs et nuls    | 528          | 1,09         | 658         | 1,31        |  |
| Exprimés       | Exprimés                 | Exprimés          | 47 990       | 98,91        | 49 398      | 98,69       |  |

#### Deuxième circonscription (Vauvert)
| Candidat       | Candidat                  | Parti          | Premier tour | Premier tour | Second tour | Second tour |  |
| Candidat       | Candidat                  | Parti          | Voix         | %            | Voix        | %           |  |
| -------------- | ------------------------- | -------------- | ------------ | ------------ | ----------- | ----------- |  |
|                | Gilbert Collard élu       | RBM (FN)       | 17 826       | 34,57        | 22 780      | 42,82       |  |
|                | Katy Guyot                | PS (EÉLV)      | 16 948       | 32,87        | 22 110      | 41,56       |  |
|                | Étienne Mourrut sortant   | UMP            | 12 318       | 23,89        | 8 313       | 15,63       |  |
|                | Danielle Floutier         | FG (PG)        | 2 672        | 5,18         |             |             |  |
|                | Auguste Victoria          | diss. EÉLV     | 505          | 0,98         |             |             |  |
|                | Jacqueline Abello         | LT-LNÉ         | 417          | 0,81         |             |             |  |
|                | Dorothée Clerc-Martinerie | DLR            | 334          | 0,65         |             |             |  |
|                | James Climent             | Pirate         | 209          | 0,41         |             |             |  |
|                | Carole Jourdan            | AÉI            | 167          | 0,32         |             |             |  |
|                | Stéphane Manson           | LO             | 164          | 0,32         |             |             |  |
|                | Jean-Michel Sposito       | PVB            | 0            | 0            |             |             |  |
|                |                           |                |              |              |             |             |  |
| Inscrits       | Inscrits                  | Inscrits       | 82 317       | 100,00       | 82 311      | 100,00      |  |
| Abstentions    | Abstentions               | Abstentions    | 30 159       | 36,64        | 28 414      | 34,52       |  |
| Votants        | Votants                   | Votants        | 52 158       | 63,36        | 53 897      | 65,48       |  |
| Blancs et nuls | Blancs et nuls            | Blancs et nuls | 598          | 1,15         | 694         | 1,29        |  |
| Exprimés       | Exprimés                  | Exprimés       | 51 560       | 98,85        | 53 203      | 98,71       |  |

#### Troisième circonscription (Bagnols-sur-Cèze)
| Candidat       | Candidat                  | Parti          | Premier tour | Premier tour | Second tour | Second tour |  |
| Candidat       | Candidat                  | Parti          | Voix         | %            | Voix        | %           |  |
| -------------- | ------------------------- | -------------- | ------------ | ------------ | ----------- | ----------- |  |
|                | Patrice Prat élu          | PS             | 17 753       | 32,34        | 23 047      | 41,44       |  |
|                | Jean-Marc Roubaud sortant | UMP            | 17 266       | 31,45        | 21 153      | 38,03       |  |
|                | Gilles Caïtucoli          | RBM (FN)       | 13 355       | 24,33        | 11 416      | 20,53       |  |
|                | Charles Ménard            | FG (PG) (PCF)  | 3 916        | 7,13         |             |             |  |
|                | Catherine Choffat         | EÉLV           | 1 074        | 1,96         |             |             |  |
|                | Stéphanie Lahana          | LT-LNÉ         | 585          | 1,07         |             |             |  |
|                | Nicolas Alliot            | DLR            | 576          | 1,05         |             |             |  |
|                | Jean Égéa                 | LO             | 209          | 0,38         |             |             |  |
|                | Nelly Guille              | LdM            | 168          | 0,31         |             |             |  |
|                |                           |                |              |              |             |             |  |
| Inscrits       | Inscrits                  | Inscrits       | 88 900       | 100,00       | 88 908      | 100,00      |  |
| Abstentions    | Abstentions               | Abstentions    | 33 265       | 37,42        | 32 359      | 36,4        |  |
| Votants        | Votants                   | Votants        | 55 635       | 62,58        | 56 549      | 63,6        |  |
| Blancs et nuls | Blancs et nuls            | Blancs et nuls | 733          | 1,32         | 933         | 1,65        |  |
| Exprimés       | Exprimés                  | Exprimés       | 54 902       | 98,68        | 55 616      | 98,35       |  |

#### Quatrième circonscription (Alès)
| Candidat       | Candidat             | Parti          | Premier tour | Premier tour | Second tour | Second tour |  |
| Candidat       | Candidat             | Parti          | Voix         | %            | Voix        | %           |  |
| -------------- | -------------------- | -------------- | ------------ | ------------ | ----------- | ----------- |  |
|                | Max Roustan sortant  | UMP            | 17 048       | 31,19        | 25 079      | 47,90       |  |
|                | Fabrice Verdier élu  | PS             | 16 130       | 29,51        | 27 274      | 52,10       |  |
|                | Hélène Zouroudis     | RBM (FN)       | 10 689       | 19,55        |             |             |  |
|                | Édouard Chaulet      | FG (PCF)       | 8 350        | 15,28        |             |             |  |
|                | Odile Veillerette    | EÉLV           | 641          | 1,17         |             |             |  |
|                | Isabelle Brion       | LT-LNÉ         | 544          | 1,00         |             |             |  |
|                | Denise Ponge         | PDF            | 473          | 0,87         |             |             |  |
|                | Murielle Lordelot    | DLR            | 259          | 0,47         |             |             |  |
|                | Sophie Pasqualini    | NPA            | 169          | 0,31         |             |             |  |
|                | Patrice Ciuti        | LO             | 167          | 0,31         |             |             |  |
|                | Vincent Rivet Martel | AÉI            | 100          | 0,18         |             |             |  |
|                | Pascal Imbert        | LdM            | 94           | 0,17         |             |             |  |
|                |                      |                |              |              |             |             |  |
| Inscrits       | Inscrits             | Inscrits       | 87 721       | 100,00       | 87 722      | 100,00      |  |
| Abstentions    | Abstentions          | Abstentions    | 32 325       | 36,85        | 33 428      | 38,11       |  |
| Votants        | Votants              | Votants        | 55 396       | 63,15        | 54 294      | 61,89       |  |
| Blancs et nuls | Blancs et nuls       | Blancs et nuls | 732          | 1,32         | 1 941       | 3,57        |  |
| Exprimés       | Exprimés             | Exprimés       | 54 664       | 98,68        | 52 353      | 96,43       |  |

#### Cinquième circonscription (Le Vigan)
| Candidat                     | Candidat                    | Parti          | Premier tour | Premier tour | Second tour | Second tour |  |
| Candidat                     | Candidat                    | Parti          | Voix         | %            | Voix        | %           |  |
| ---------------------------- | --------------------------- | -------------- | ------------ | ------------ | ----------- | ----------- |  |
|                              | William Dumas sortant réélu | PS             | 18 287       | 31,85        | 33 253      | 61,43       |  |
|                              | Sybil Vergnes               | RBM (FN)       | 12 656       | 22,04        | 20 882      | 38,57       |  |
|                              | Jean-Charles Benezet        | NC (UMP)       | 10 459       | 18,22        |             |             |  |
|                              | Jean-Michel Suau            | FG (PCF)       | 9 446        | 16,45        |             |             |  |
|                              | Éric Doulcier               | EÉLV           | 4 383        | 7,63         |             |             |  |
|                              | Henri Francès               | CpF (Divers)   | 1 076        | 1,87         |             |             |  |
|                              | Sylvie Barbe                | MOC (NPA)      | 383          | 0,67         |             |             |  |
|                              | Richard Roudier             | LdM            | 311          | 0,54         |             |             |  |
|                              | Olivier de Mauvaisin        | LO             | 235          | 0,41         |             |             |  |
|                              | Alain Rivron                | POI            | 162          | 0,28         |             |             |  |
|                              | Roselyne Dumas              | AÉI            | 17           | 0,03         |             |             |  |
|                              |                             |                |              |              |             |             |  |
| Inscrits                     | Inscrits                    | Inscrits       | 93 440       | 100,00       | 93 425      | 100,00      |  |
| Abstentions                  | Abstentions                 | Abstentions    | 34 980       | 37,44        | 35 428      | 37,92       |  |
| Votants                      | Votants                     | Votants        | 58 460       | 62,56        | 57 997      | 62,08       |  |
| Blancs et nuls               | Blancs et nuls              | Blancs et nuls | 1 045        | 1,79         | 3 862       | 6,66        |  |
| Exprimés                     | Exprimés                    | Exprimés       | 57 415       | 98,21        | 54 135      | 93,34       |  |
| Source : Assemblée nationale |                             |                |              |              |             |             |  |

#### Sixième circonscription (Nîmes-Uzès)
|                | Christophe Cavard élu | EÉLV (PS)      | 13 517 | 30,53  | 19 444 | 43,09  |  |  |  |  |  |
|                | Franck Proust         | UMP            | 11 804 | 26,66  | 14 366 | 31,84  |  |  |  |  |  |
|                | Sylvie Vignon         | RBM (FN)       | 11 405 | 25,76  | 11 310 | 25,07  |  |  |  |  |  |
|                | Martine Gayraud       | FG (PCF)       | 3 666  | 8,28   |        |        |  |  |  |  |  |
|                | Philippe Berta        | CpF (MoDem)    | 1 027  | 2,32   |        |        |  |  |  |  |  |
|                | Silvain Pastor        | diss. EÉLV     | 576    | 1,30   |        |        |  |  |  |  |  |
|                | Valérie Pezet         | PRG            | 521    | 1,18   |        |        |  |  |  |  |  |
|                | Camille Benezech      | DLR            | 454    | 1,03   |        |        |  |  |  |  |  |
|                | Mireille Ribanier     | PDF            | 364    | 0,82   |        |        |  |  |  |  |  |
|                | Mélinda Cecchinato    | LT-LNÉ         | 355    | 0,80   |        |        |  |  |  |  |  |
|                | Renaud Castel         | NPA (MOC)      | 226    | 0,51   |        |        |  |  |  |  |  |
|                | Aïcha Terbeche        | LO             | 125    | 0,28   |        |        |  |  |  |  |  |
|                | Olivier Roudier       | LdM            | 118    | 0,27   |        |        |  |  |  |  |  |
|                | Jeremiah Guiraud      | AÉI            | 111    | 0,25   |        |        |  |  |  |  |  |
|                |                       |                |        |        |        |        |  |  |  |  |  |
| Inscrits       | Inscrits              | Inscrits       | 77 652 | 100,00 | 77 642 | 100,00 |  |  |  |  |  |
| Abstentions    | Abstentions           | Abstentions    | 32 829 | 42,28  | 31 793 | 40,95  |  |  |  |  |  |
| Votants        | Votants               | Votants        | 44 823 | 57,72  | 45 849 | 59,05  |  |  |  |  |  |
| Blancs et nuls | Blancs et nuls        | Blancs et nuls | 554    | 1,24   | 729    | 1,59   |  |  |  |  |  |
| Exprimés       | Exprimés              | Exprimés       | 44 269 | 98,76  | 45 120 | 98,41  |  |  |  |  |  |